# Petr Kott
Petr Kott (* 11. září 1962) je český lékař a politik, počátkem 21. století poslanec Poslanecké sněmovny za ODS, vyloučen ze strany po alkoholovém skandálu, následně podporoval středolevou vládu, později spolupracovník Davida Ratha, roku 2012 zadržen společně s Rathem v korupční kauze.

## Profesní kariéra
Před vstupem do politiky byl lékařem v českolipské nemocnici.

## Politická kariéra
V komunálních volbách roku 1998 byl zvolen do zastupitelstva města Doksy za ODS. Profesně se uvádí jako odborný lékař.
Ve volbách v roce 2002 byl zvolen do poslanecké sněmovny za ODS (volební obvod Liberecký kraj). V letech 2002–2004 byl členem výboru pro obranu a bezpečnost, v letech 2002–2003 taky členem sněmovního výboru petičního, v letech 2004–2006 byl místopředsedou volebního výboru, členem ústavněprávního výboru a výboru pro sociální politiku a zdravotnictví. Do října 2003 byl členem poslaneckého klubu ODS, následně zasedal ve sněmovně jak nezařazený poslanec a od července 2004 přešel do poslaneckého klubu US-DEU. Ve sněmovně setrval do voleb v roce 2006.
Známí a bývalí kolegové z ODS ho popisují jako inteligentního člověka se sklony k alkoholismu. Jeho rozkol s mateřskou stranou začal 26. září 2003, kdy kvůli opilosti zmeškal důležité sněmovní hlasování o reformě veřejných financí, v němž se opoziční ODS snažila zablokovat legislativní plány vládní středolevé koalice. Byl proto místní organizací ODS v Doksech vyloučen ze strany, ovšem poslaneckého mandátu se nevzdal. V únoru 2004 se znovu v poslanecké sněmovně opil a zmeškal rozpravu o zákonu o dani z přidané hodnoty. V červenci 2004 vstoupil do poslaneckého klubu Unie svobody, kterému tím zachránil existenci (poté, co několik unionistů z klubu odešlo). Následně působil jako opora vlády. V roce 2006 jako jeden z mála pravicových politiků ve sněmovně podpořil zákon o neziskových nemocnicích, který prosazoval tehdejší ministr zdravotnictví David Rath.

## Po odchodu z politiky
Po volbách a odchodu ze sněmovny se v roce 2006 stal ředitelem středočeské pobočky Všeobecné zdravotní pojišťovny. Post zastával do roku 2007. Pak se stal koordinátorem Davida Ratha pro záměr převodu pěti středočeských krajských nemocnic na neziskové organizace.

## Trestní stíhání
V květnu 2012 se stal jedním z osmi zadržených v souvislosti s kauzou předražené zakázky na opravu zámku v Buštěhradu. Dne 4. března 2015 státní žalobce Petr Jirát navrhl pro Petra Kotta a jeho manželku Kateřinu Kottovou tresty v rozmezí osm až devět let vězení, propadnutí majetku a zákaz činnosti na 9 až 10 let. Dne 7. dubna 2015 byl Kott odsouzen k sedmi letům a šesti měsícům odnětí svobody, k propadnutí majetku zajištěného při domovní prohlídce, peněz z účtů, cenných papírů. Trest nastoupil 21. října 2019. Z výkonu tohoto trestu byl podmíněně propuštěn na svobodu 31. srpna 2021 Krajským soudem v Brně, který tak vyhověl jeho stížnosti proti předchozímu zamítnutí podmíněného propuštění Městským soudem v Brně.  Jednání bylo neveřejné.
Do vězení se ale Kott musel vrátit kvůli druhé větvi kauzy, v níž soud manželům Kottovým prodloužil tresty na osm let.
Podmíněně propuštěn byl po polovině osmiletého trestu 26. září 2023 Městským soudem v Brně s délkou zkušební doby sedm let.